# ポロウ・ダ・ドン
ポロウ・フリーチェ・ジャマル・フィンチャー・ジョーンズ（英名：Polow-Freache Jamal Fincher Jones, 1978年 - ）は、アメリカ合衆国ジョージア州出身の歌手、音楽プロデューサー。ポロウ・ダ・ドン（Polow da Don）の芸名で知られる。リュダクリス、ファーギー、ネリー、アッシャー、Gユニットらを手がけた2005年後半から2006年前半にかけて名声を得た。

## プロフィール
アメリカ合衆国ジョージア州アトランタ生まれ・育ち。アフリカン・アメリカンの系統である。母は日本生まれ。姉よりキーボード等を習得、マウント・バーノン・クリスチャンアカデミーではフットボールやバスケットボールをして過ごし、UGKなどを聞き育った10代を経て、アトランタ市内にあるモアハウス大学に入学。会計学を学ぶも、ラップ・グループのジム・クロウとしての活動のため中退。
ジム・クロウは1999年にソニー・レコードと契約、クロウズ・ネスト（1999年）とライト・クイック（2001年）の2枚のアルバムを発売した。その後ティンバランドらとヒップホップグループを結成するも、作品をリリースすることなく解散。その後自らが作成したデモテープがインタースコープ・レコード社長のジミー・イオヴィーンの目にとまることとなった。
2007年オゾン・ミュージック・アワードでベスト・プロデューサー・オブ・ザ・イヤー、クラブ・バンガー・オブ・ザ・イヤーを受賞、2008年にBMI第56回ポップ・アワードでソングライター・オブ・ザ・イヤーを受賞。